# Onze-Lieve-Vrouwekerk (Niel)

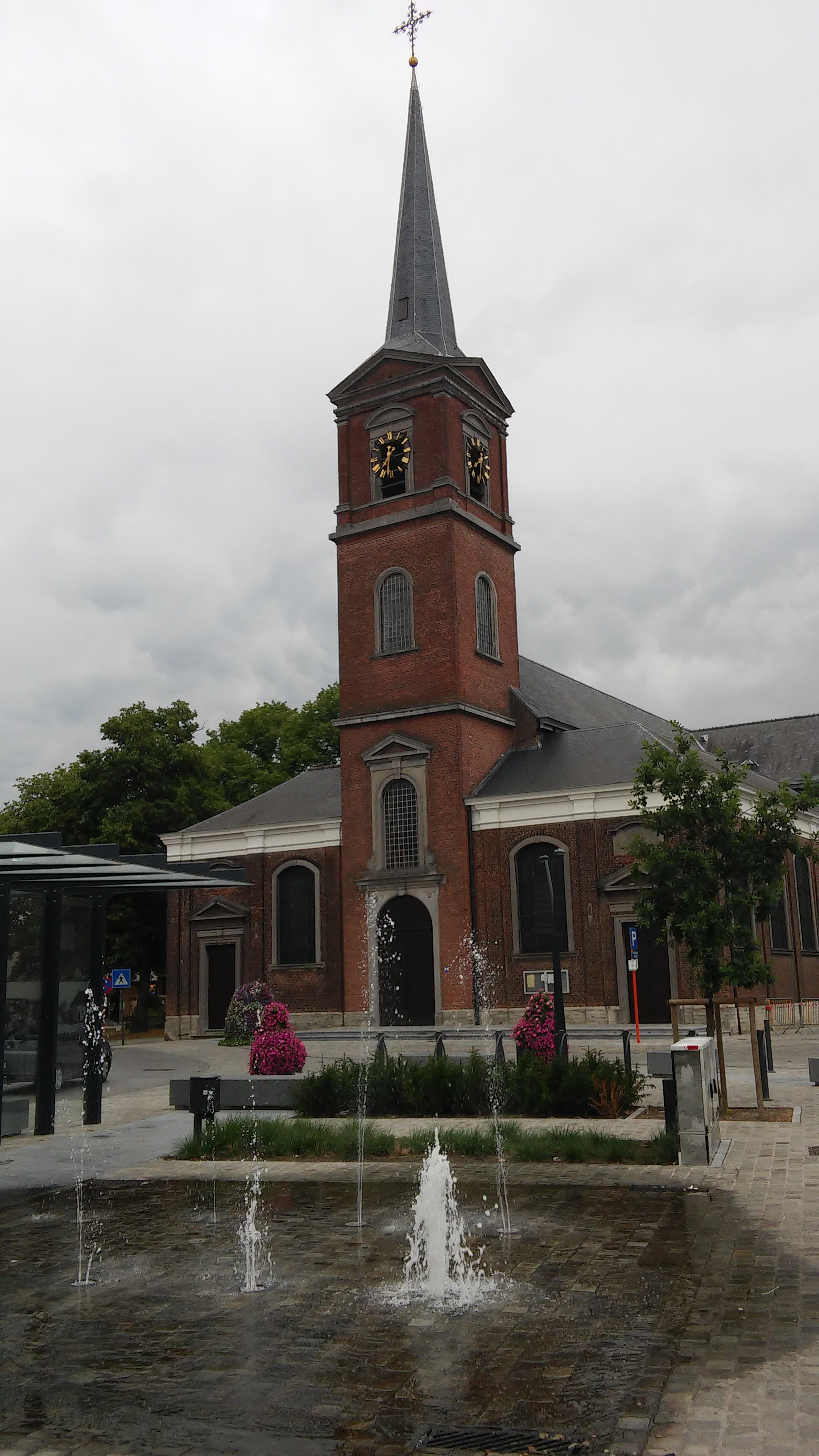
Onze-Lieve-Vrouwekerk

De Onze-Lieve-Vrouwekerk is de parochiekerk van de Antwerpse plaats Niel, gelegen aan het Sint-Hubertusplein.

## Geschiedenis
Kerkelijk behoorde Niel aanvankelijk tot de parochie van Kontich, waarvan het patronaatsrecht bij de Abdij van Lobbes berustte. Vermoedelijk werd Niel in de 14e eeuw een zelfstandige parochie.
In 1703 werd een georiënteerde bakstenen kruiskerk in classicistische stijl gebouwd. In 1773 werd de kerk verbouwd en in 1860-1861 voorzien van zijbeuken naar ontwerp van Eugeen Gife.

## Gebouw
De kerk heeft een ingebouwde westtoren en een halfronde apsis. Deze toren heeft drie geledingen en is voorzien van een naaldspits.

## Interieur
De scheibogen hebben Toscaanse pilaren. Het schip wordt overkluisd door een gedrukt tongewelf en de ijbeuken worden overkluisd door Boheemse kappen.
De kerk bezit schilderijen uit de 17e en de 18e eeuw. Er is een 16e eeuws gepolychromeerd Sint-Annabeeld. Een Sint-Sebastiaan en een Sint-Ambrosius zijn 18e-eeuws. Ook uit de 18e eeuw zijn enkele portiekaltaren. Twee biechtstoelen uit begin 18e eeuw zijn in barokstijl. Uit 1779 is een Van Peteghem-orgel. Het koorgestoelte en een preekstoel zijn 18e-eeuws. Ook is er enig 19e-eeuws kerkmeubilair in neoclassicistische stijl.